# Одіссея (роман)
«Одіссе́я» (англ. Odyssey) — науково-фантастичний роман американського письменника Джека Макдевіта. Книга була номінантом нагороди Неб'юла на 2007 рік.

## Сюжет
Події відбуваються у 23-му столітті і «досліджують аморальність великого бізнесу та недальновидність американського уряду з метою мінімізації підтримки космічних подорожей».

## Літературне значення та сприйняття публікою
Карл Хейс у своєму огляді в «Booklist» заявив, що «енергійна проза пілота служить подвійному обов'язку, вивчаючи майбутній політичний клімат Землі та прогнозування потенційних небезпек, що чекають людства серед зірок». Видання Kirkus Reviews були дещо більш критичними, називаючи твір «низько ключовим, доволі дивним і пов'язаним з історією, та не найкращим із написаних Макдевітом». Джекі Кассада переглядаючи Library Journal написав «автор Чинді та інших романів, що показують Академію, буде успішним» візуалізуючи імовірне майбутнє освоєння космосу, а також імовірних особистостей, чиє життя і любов поставили людське обличчя на наукові спекуляції ".
Одіссея була номінована як на премію Неб'юла так і на Меморіальную премію імені Джона Кемпбелла в 2007 році.